# Riom
Riom település Franciaországban, Puy-de-Dôme megyében. Lakosainak száma 18 680 fő (2022. január 1.). Riom Saint-Bonnet-près-Riom, Châteaugay, Châtel-Guyon, Clerlande, Ennezat, Enval, Marsat, Ménétrol, Mozac, Pessat-Villeneuve és Saint-Beauzire községekkel határos.

## Népesség
A település népessége az elmúlt években az alábbi módon változott:
| Lakosok száma | 18 675 | 18 987 | 19 905 | 19 180 | 19 011 | 19 004 | 18 733 | 18 736 | 18 680 |
|               | 2013   | 2015   | 2016   | 2017   | 2018   | 2019   | 2020   | 2021   | 2022   |